# Collecorvino
Collecorvino – miejscowość i gmina we Włoszech, w regionie Abruzja, w prowincji Pescara.
Według danych na rok 2004 gminę zamieszkiwało 5388 osób, 168,4 os./km².